# 王捍贫
王捍贫（1964年—），男，中国人工智能学会常务理事，曾任北京大学教授，现任广州大学计算机科学与网络工程学院院长。

## 生平
1985年毕业于安徽师范大学数学系获学士学位，留校数学系任教。1987年9月考取北京师范大学数学系研究生，先后于1990年、1993年获北京师范大学硕士、博士学位。1993年9月进入北京大学工作，曾北京大学信息学院计算机系副主任，软件研究所副所长，理论实验室主任。2018年调入广州大学工作，现任广州大学计算机科学与网络工程学院院长，教授，博士生导师。

## 学术贡献
主要从事程序理论、计算复杂性、人工智能基础领域研究工作。主持国家863计划项目1项、国家自然科学基金5项，主持参与国家重点基础研究发展规划（973计划）项目子课题3项，发表论文90余篇。

## 奖项和荣誉
荣获教育部自然科学一等奖（第二完成人）、北京大学杨-王院士奖、日本大川研究基金研究助成奖等奖励。

## 社会兼职
中国人工智能学会常务理事，中国人工智能学会离散智能计算专业委员会主任委员。